# DeLisle Stewart
DeLisle Stewart (* 16. März 1870 in Wabasha, Minnesota; † 2. Februar 1941 in Miami Township, Ohio) war ein US-amerikanischer Astronom.
1896 wurde er Mitglied des Harvard-College-Observatoriums, und von 1898 bis 1901 arbeitete er am Observatorium in Arequipa, Peru, wo er Fotografien aufnahm, die William Henry Pickering benutzte, um den Saturnmond Phoebe zu entdecken. Er selbst entdeckte viele neue galaktische Nebel.
Später arbeitete er am Observatorium in Cincinnati bis 1910. Dort gründete er die Cincinnati Astronomical Society.
Am 14. August 1901 entdeckte er den Asteroid (475) Ocllo.